# Prométheusz-fa
A Prométheusz-fa (vagy WPN-114) a világ legöregebb (önklónozás nélkül fennmaradt) élőlénye volt, egy ötezer éves simatűjű szálkásfenyő a favonalon egy hegyen kelet-Nevadában, az Amerikai Egyesült Államokban. A Pinus longaeva fát 1964-ben egy végzős egyetemi hallgató és a U.S. Forest Service alkalmazottai kutatási célból kivágták. 
Az eset hatalmas vitákat váltott ki, amelyek negyven év után sem csillapulnak. Számos változat született arról, hogyan történhetett meg a fa kivágása és milyen döntéshozatali visszásságok tették lehetővé. A kivágott fa neve Prométheusz görög mitológiai alakra utal.

## Helye
A fa egy szálkásfenyő csoport egyik tagja volt a Wheeler csúcson egy korábbi gleccser morénáján. (A terület 1986 óta a Great Basin Nemzeti Park része.) A Wheeler a Snake hegylánc – és egész Nevada állam – legmagasabb csúcsa. A simatűjű szálkásfenyő populáció a hegyen két külön alpopulációra osztható, amelyek közül az egyik elérhető egy gyalogösvényen, a másikhoz azonban – ahol Prométheusz is volt – mászni kell.

## A névadás
A WPN-114 név Donald R. Currey kutatótól származik, és azt jelölte, hogy ez volt a 114. faminta, amelyet White Pine megyében gyűjtött. 1958-ban (vagy 1961-ben) természetjárók egy csoportja felmászott, és neveket adtak a legtávolabbi és legnagyobb fáknak. Ekkor kapta a fa a szám helyett a Prométheusz nevet.

## A kormeghatározás története
Currey 4844 évgyűrűt számolt meg a fában, néhány évvel később azonban Donald Graybill az Arizonai Egyetem Fagyűrű-kutató Laboratóriumában (Laboratory of Tree-Ring Research) 4862-re emelte a számot. A legbelső elkülöníthető évgyűrű ennek alapján i. e. 2897-ben jött létre, azaz körülbelül akkor, amikor az egységes Egyiptom megalakult.[forrás?]
A mintát azonban 2,5 méterre a kikelési ponttól vették, ahol a legbelső gyűrűk már hiányoztak, és a számítások alapján a kutatók arra jutottak, hogy a fa legalább ötezer éves volt, amikor kivágták.
A "legöregebb" élőlény titulus definíció kérdése, hiszen a klónkolóniák, például a rekorder neptunfű akár kétszázezer évesek is lehetnek. (Más kérdés, hogy ez az eredeti, már elhalt tő és nem az ebből folyamatosan növő sarjak kora.)

## A dendrokronológus áldozata
A fa a dendrokronológia nevű tudományág (fagyűrűkutatás) egyik művelőjének áldozatává vált. Az 1950-es években a dendrokronológusok mindent tűvé tettek az öreg fák után, amelyeknek gyűrűit több célból is tanulmányozták. Ezekből gyűjthettek információkat történelmi éghajlati változásokról, segítséget jelenthettek a régészeti kormeghatározásban, és nem utolsósorban keresték a legöregebb élőlényt. A Kaliforniai Fehér Hegység (White Mountains) szálkásfenyőit Edward Schulman fedezte fel, és verseny indult azért, hogy még öregebb fákat találjanak, mint a Matuzsálem-fa, amelynek korát Schulman 1957-ben 4700 évben határozta meg.
Donald R. Currey, a Chapel Hill-i North Carolina Egyetem (University of North Carolina at Chapel Hill) végzős geográfus hallgatója a kis jégkorszak éghajlati dinamikáját tanulmányozta dendrokronológiai technikákkal. A mai Great Basin Nemzeti Park területén a Wheeler Peak (3982 m) morénáit és cirkuszvölgyeit kutatva[forrás?] 1963-ban szerzett tudomást a Snake Range és a Wheeler Peak ősi fenyőiről, azaz a simatűjű szálkásfenyő populációról, ezért egyértelmű volt számára, hogy ezeknek a fáknak a segítségével határozza meg a morénák korát. Így esett a választása közülük is a legnagyobbra, a korábban csak Prométheuszként emlegetett fára.[forrás?] A helyszínen valami okból nem volt képes egybefüggő mintát venni a Prométheusz-fából – soha nem derült ki egyértelműen: miért – mint ahogy az sem, hogy a saját ötlete volt-e, vagy az erdészet munkatársai javasolták, hogy a minta megszerzéséhez döntsék ki a fát. Az sem világos, hogy a kivágás résztvevői egyáltalán tudták-e, hogy nem egy facsoport egy egyszerű tagját, hanem a legöregebbet döntik ki. Legalább egy tanú azt állította, hogy Currey tudatában volt a fa egyediségének, mások viszont ezt vitatták.
Akármi is a válasz ezekre a kérdésekre, 1964 augusztusában a fát kivágták, felszeletelték, a szeletek közül pedig sokat előbb Currey, majd mások további elemzésre elvittek. Több megmaradt darabot kiállítottak, például a Great Basin Nemzeti Park látogatóközpontjában is látható egy.

## A botrány utóélete
A fa kivágása döntően hozzájárult ahhoz, hogy mozgalom induljon a simatűjű szálkásfenyők védetté nyilvánításáért, különösen a Wheeler csúcson, amely végül el is érte célját. 1987-ben a Wheeler Peak alatt élő szálkástobozú erdő a nemzeti park része lett.[forrás?]

## Lásd még
- Matuzsálem-fa

## Külső hivatkozások (angolul)
- Great Basin Online: The "Prometheus" Story
- Climate Audit: Cutting Down the Oldest Living Tree in the World
- Bristlecone Website: The Martyred One
- Terrain.org: Oldest Living Tree Tells All
- San Francisco Chronicle: Staying Alive – High in California's White Mountains grows the oldest living creature ever found